# 意地悪ばあさん (テレビドラマ)
『意地悪ばあさん』（いじわるばあさん）は、長谷川町子の4コマ漫画作品『いじわるばあさん』を原作として製作された日本のテレビドラマ4作品のうち、青島幸男が主演した2作品の表題である。本項では、このテレビドラマ2作品について解説する。

## 概要
毎日新聞社（2015年以降は毎日新聞出版）発行の『サンデー毎日』で1966年から1971年まで連載された漫画『いじわるばあさん』のテレビドラマ化作品はこれまでに4本製作されているが、特に人気を博したのは1967年に放送を開始した読売テレビ（以下「ytv」）製作・日本テレビ系列放送の第1作と、その実質的なリメイク版で1981年から1982年にフジテレビ（以下「フジ」）で放送された第3作であった。ytv版とフジ版（同局としては1971年に藤村有弘主演で製作した『いじわるばあさん』に次ぎ2作目となる）は制作スタッフ等の連続性こそないが、どちらも主演が青島幸男（ytv版では後半に2度の主演俳優交代があった）で役名がytv版は「波多野タツ」、フジ版が「波多野たつ」とされており波多野家の家族構成（長男夫妻の名前、浪人生の万年浪夫の存在など）を始め共通項が多いため、フジ版はytv版のリメイクとみなされることが多い。
他の長谷川町子原作の映像作品の多くにも共通する事情であるが、ytv版・フジ版ともDVD等の映像ソフトは発売されておらずCS等での再放送・オンデマンド配信も一切実施されていない。

## キャスト
フジテレビ版はレギュラー・スペシャル共通の配役を「フジ」、1999年放送の最終作『意地悪ばあさんリターンズ』を「リターンズ」と表記。

### 波多野家
波多野 タツ / たつ
演 - 青島幸男（ytv第1〜52回、フジ）、古今亭志ん馬 (6代目)（ytv第53〜93回）、高松しげお（ytv第94〜最終回）
主人公。三度の飯より意地悪を生きがいとする老婦人で、家族でも初対面の相手でも構わず意地悪を仕掛ける。名前はytv版が「タツ」と片仮名、フジ版が「たつ」と平仮名で表記されるが上述の通り原作漫画とは異なっている。
ytv版では主演の青島が第8回参議院議員選挙で全国区から立候補したことに伴い第52回で降板、落語家の古今亭志ん馬 (6代目)に配役交代となったが第93回では高松しげお（元漫才師晴乃チック・タック）へ再度交替している。高松はドラマの放送終了後、ytvが製作したアニメ『いじわるばあさん』（第1作）において主人公の原野タツ役で起用された。青島が主演で再度起用されたフジ版の第51話では、ytv版で青島の代役だった志ん馬と高松が早野巡査の両親役でゲスト出演している。
波多野 平四郎
演 - 佐藤英夫（ytv）、河原崎長一郎（フジ）→段田安則（リターンズ）
ばあさんの長男で、原作の順一と同様に三世代で同居している。ばあさんが仕掛ける意地悪の主な被害者。設定はytv版・フジ版ともほぼ共通だが『月曜ドラマランド』のスペシャル版では原作にばあさんの次男として登場する医師のシゲルが長男として登場し、平四郎が次男と言う設定に変更された。
ytv版で平四郎を演じた佐藤英夫はフジ版の第48回にゲスト出演し、スペシャル版ではシゲルを演じている。
波多野 良子
演 - 姫ゆり子（ytv）、坪内ミキ子（フジ）→森公美子（リターンズ）
平四郎の妻で、原作のミチコに相当する。姑からは頻繁に意地悪を仕掛けられているため普段は疎ましく思っているが、それでも献身的に接する一面がある。
ytv版で良子を演じた姫ゆり子はフジ版の第48回に平四郎役だった佐藤英夫ともどもゲスト出演した。
波多野 よしお
演 - 杉山直（ytv）、田崎哲也（フジ/レギュラー、スペシャル1〜7）→庄川正信（スペシャル8〜10）→中村彰良（スペシャル11〜12）→三田怜（リターンズ）
平四郎・良子夫妻の息子。原作の順一は2男1女だが、ドラマでは他の子供は登場していない。
万年 浪夫
演 - 砂川啓介（ytv）、三波豊和（フジ）
波多野家に寄宿している浪人生。リターンズには登場しない。

### その他の人物
平 三太郎
演 - 小松政夫（ytv）
ytv版のみ登場。フジ版では、第11話と第22話に町の不動産屋役で小松政夫がゲスト出演した。
磯野 のり子
演 - 白石まるみ（フジ）
早野 金造
演 - イッセー尾形（フジ）
近所の交番に勤務する巡査。タツが起こす騒動に巻き込まれている。後に月曜ドラマランド枠の単発スペシャルが放送されたが、1983年10月の第1作で早野は警察をクビになって波多野医院（ばあさんの長男のシゲル（佐藤英夫が演じた）が経営する医院）の事務長になっている。1984年4月の次作以降は警察官に戻っている。
その他のレギュラー
いずれもytv版のみ出演。
- 小川知子
- 藤田みどり
- なべおさみ

## 読売テレビ版
1967年9月26日から1969年9月25日まで、読売テレビ（ytv）の製作により日本テレビ系列で放送された。制作はC.A.L、モノクロ（第100回のみカラー放送）。放送時間は第1〜24回が毎週火曜日22時〜22時30分、第25〜最終回が毎週木曜日19時〜19時30分。
主題歌『意地悪ばあさんのうた』は青島本人が歌唱していたが、歌詞にはろう者に対する差別用語とされる言葉が含まれている。ytvが製作したアニメ『いじわるばあさん』（第1作）では、ドラマ主題歌の旋律を転用して歌詞を変更した『いじわるマーチ』が主題歌として使用されていた。
タイトルクレジット部はアニメーションで、ばあさんが「え? これから何を見るかって? 決まってるじゃない! 『意地悪ばあさん』!」と言うと、画面上部にマシンガンの音と共にタイトルが出されるが、違うタイトル『悪ばあ』なので「あらららら」と言いながらばあさんが消し、改めて効果音と共に「意」「地」「悪」「ば」「あ」「さ」「ん」と一文字ずつ出て、ばあさんが「ヒヒヒヒヒ」と笑い、サブタイトル以降は主題歌に乗って歩くばあさんが空地〜雨中〜商店街〜ビル屋上〜落下（手持ち傘を落下傘にする）〜川（傘をボート代わりにする）〜上陸という構成となっている。
前述の通り、放送期間中に青島幸男が参議院議員選挙で全国区から立候補、当選したことに伴い降板。第53回からはタツ役が6代目古今亭志ん馬に、さらに第94回からは高松しげおに交代した。

### スタッフ（ytv版）
- プロデューサー：佐野寿七（読売テレビ）[1]
- 脚本：青野暉、八住利雄、朝日奈喬、才賀明、若井基成、柳下長太郎、山田健史、高橋二三 ほか

### 放映リスト（ytv版）
※日付の後ろの名前はゲスト出演者
1. 追い出し作戦の巻 （1967年9月26日）
2. 家つき・コブつき・婆アつきの巻 （10月3日 榎本健一）
3. ネコの家出の巻 （10月10日 藤村有弘）
4. にたりの巻 （10月17日 人見きよし、大辻伺郎、北川町子）
5. 正義の味方の巻 （10月24日 花岡菊子）
6. いじわる交通戦争の巻 （10月31日 中村是好）[注 1]
7. 週末旅行の巻 （11月7日 森川信）
8. 三食ひるねつきの巻 （11月14日 小栗一也）
9. 公明選挙の巻 （11月21日 金井大）
10. やとわれ姑の巻 （11月28日 津川雅彦、北あけみ）
11. ラブレターの巻 （12月5日）
12. 平和なんか大嫌いの巻 （12月12日 ジェリー藤尾、清水元）
13. へそくりこそわが命の巻 （12月19日 ジェリー藤尾）
14. 地獄へ行きたいの巻 （12月26日 タツの夫：藤原釜足）
15. マンガは敵です!の巻 （1968年1月2日）
16. サービス教えますの巻 （1月9日 益田喜頓、曽我町子、長沢純）
17. やっつけろの巻 （1月16日）
18. 教育ママ賛成の巻 （1月23日）
19. ばあさんの子守の巻 （1月30日 富士真奈美）
20. 迷惑な奴の巻 （2月6日）
21. 月給よ上れ!の巻 （2月13日 水森亜土、笠置シヅ子）
22. 三ない運動の巻 （2月20日 堺駿二、清川虹子）
23. 赤ちゃん騒動の巻 （2月27日 山崎直衛、久里千春）
24. 女ごころの巻 （3月5日）
25. 人は悪かないの巻 （3月12日 逗子とんぼ、瞳麗子）
26. 対決意地悪じいさんの巻 （3月19日 花沢徳衛）
27. ガッチリの巻 （3月26日 大友純）
28. くたばれ大学生の巻 （4月4日）
29. 意地悪大賞の巻 （4月11日）
30. 意地悪ドライブの巻 （4月18日）
31. くたばれ土地成金の巻 （4月25日 多々良純）
32. 浪人よ大志を抱けの巻 （5月2日 左卜全）
33. 逃げろ!の巻 （5月9日 長沢純）
34. 女一匹の巻 （5月16日 ナンセンストリオ）
35. オールぶっこわしの巻 （5月23日）
36. 続・オールぶっこわしの巻 （5月30日 瞳麗子）
37. 根は親切の巻 （6月6日 南利明）
38. 家出娘大歓迎の巻 （6月13日）
39. エネルギーをぶっつけろの巻 （6月20日）
40. 無責任追放の巻 （6月27日）
41. 人の倖せはブチコワセの巻 （7月4日）
42. 住宅天国の巻 （7月11日）
43. ノイローゼの巻 （7月18日）
44. 強化訓練の巻 （8月1日）
45. 押売り騒動の巻 （8月8日 大牧護良）
46. 先祖代々意地悪の巻 （8月15日 玉川良一、逗子とんぼ）
47. 金の卵の巻 （8月22日）
48. 有名病の巻 （8月29日）
49. 大安吉日の巻 （9月5日 鈴木やすし）
50. 拍手かっさいの巻 （9月12日）
51. 免許皆伝の巻 （9月19日 楠トシエ）
52. 大往生の巻 （9月26日）
53. にせもの御用の巻 （10月3日 由利徹、若水ヤエ子、柳亭小痴楽）
54. ウルトラねえちゃん登場の巻 （10月10日 森川信、舟橋元）
55. 安全運転願いますの巻 （10月17日）
56. 本日は晴天なりの巻 （10月24日）
57. お手伝いさん求むの巻 （10月31日 佐山俊二、楠トシエ）
58. ああ大芸術家の巻 （11月7日 晴乃チック・タック、左とん平）
59. にせもの御用の巻（再放送） （11月14日）
60. 八方いじめ倒しの巻 （11月21日 谷幹一）
61. 神様!ゴメンナサイの巻 （11月28日）
62. 二本足バンザイの巻 （12月5日 人見きよし、桂伸治）
63. 国産品愛用の巻 （12月12日 佐伯徹、真理アンヌ）
64. とんだ迷惑の巻 （12月19日）
65. 一点豪華主義の巻 （12月26日 一谷伸江、南利明）
66. ズッコケ正月の巻 （1969年1月2日 楠トシエ）
67. イジワルの女神の巻 （1月9日）
68. 男をやめたいの巻 （1月16日）
69. 火の用心の巻 （1月23日）
70. ネあげの季節の巻 （1月30日）
71. ほねおり損の巻 （2月6日 江戸家猫八）
72. 温泉へ行きたいの巻 （2月13日）
73. 意地悪ばあやの巻 （2月20日）
74. 角帽対警棒の巻 （2月27日 長沢純）
75. マイカー売りますの巻 （3月6日）
76. キック・ボクシングの巻 （3月13日 大沢昇、大辻伺郎）
77. 一日入学の巻 （3月20日 大泉滉）
78. 意地悪志願の巻 （3月27日）
79. ヤング・パワーの巻 （4月3日）
80. いじわる観光旅行の巻 （4月10日 鈴木やすし）
81. 恋の季節の巻 （4月17日 原ひさ子）
82. 続・恋の季節の巻 （4月24日 曽我町子）
83. 男なら勝負しろ!の巻 （5月1日）
84. 女性上位の巻 （5月8日）
85. 男ならの巻 （5月15日）
86. 続・男ならの巻 （5月22日）
87. セガレ元気になァれ!の巻 （5月29日 舟橋元）
88. さあ殺せ!の巻 （6月5日）
89. 金さえあればの巻 （6月12日）
90. あゝ三千万円の巻 （6月19日）
91. 引越手伝いに行くの巻 （6月26日）
92. (秘)訓練の巻 （7月3日）
93. うちの嫁はいい嫁だ!の巻 （7月10日）
94. 値上げ大サンセイの巻 （7月17日）
95. ショック・ショック・ショックの巻 （7月24日）
96. 同じ阿呆ならの巻 （7月31日）
97. 越中富山の巻 （8月7日）
98. 立山賛歌の巻 （8月14日）
99. 油断大敵の巻 （8月21日）
100. ハダカにかえれ!の巻[注 2]（8月28日）
101. ケチケチバンバンの巻 （9月4日）
102. スクラップO-O-Oh!の巻 （9月11日）
103. チャッカリ大往生の巻 （9月18日）
104. 勉強なんか大嫌い!の巻 （9月25日 黒柳徹子、小林文彦）

### 放送局（ytv版）
- 読売テレビ（制作局）：火曜 22:00 - 22:30 → 木曜 19:00 - 19:30
- 札幌テレビ：水曜 18:00 - 18:30[3]
- 青森放送：土曜 22:30 - 23:00[4] → 木曜 19:00 - 19:30[5]
- 岩手放送：日曜 14:30 - 15:00[6]
- 秋田放送：木曜 19:00 - 19:30[5]
- 山形放送：水曜 22:30 - 23:00[7]
- 仙台放送：水曜 18:15 - 18:45（1967年10月 - 12月）→ 月曜 18:15 - 18:45（1968年1月 - 3月）→ 月曜 18:00 - 18:30（1968年4月から）[8]
- 福島テレビ：月曜 18:15 - 18:45（1967年10月 - 1969年9月）→ 月曜 18:00 - 18:30（1969年10月）[9]
- 日本テレビ：火曜 22:00 - 22:30 → 木曜 19:00 - 19:30
- 新潟放送：木曜 18:00 - 18:30[10]
- 北日本放送：木曜 19:00 - 19:30[11]
- 北陸放送：日曜 18:00 - 18:30[12]
- 福井放送：木曜 19:00 - 19:30[11]
- 信越放送：水曜 22:30 - 23:00[13]
- 山梨放送：火曜 22:00 - 22:30[14] → 木曜 19:00 - 19:30[15]
- 静岡放送：日曜 15:00 - 15:30[16]
- 名古屋テレビ：土曜16:00 - 16:30→土曜 18:00 - 18:30[17]→木曜18:00 - 18:30→水曜19:00 - 19:30
- 日本海テレビ：木曜 19:00 - 19:30[18]
- 西日本放送：日曜 12:45 - 13:15[19][20]
- 広島テレビ：木曜 22:30 - 23:00[19] → 土曜 14:30 - 15:00[20]
- 山口放送：木曜 19:00 - 19:30[21]
- 四国放送：水曜 23:20 - 23:50[22]
- 南海放送：日曜 9:30 - 10:00[21]
- 高知放送：木曜 19:00 - 19:30[21]
- RKB毎日放送：土曜 17:00 - 17:30[23]
- 長崎放送：金曜 12:15 - 12:45[23]
- 大分放送：月曜 18:00 - 18:30[21]
- 宮崎放送：月曜 18:00 - 18:30[24]
- 南日本放送：金曜 18:00 - 18:30[24]
- 沖縄テレビ：水曜 21:00 - 21:30[25]

## フジテレビ版
1981年10月12日から1982年12月27日まで、毎週月曜日19時30分〜20時にフジテレビ系で放送。制作はテレパック。フジテレビによるドラマ化は、1971年放送の藤村有弘主演版（表題は『いじわるばあさん』）以来10年ぶりとなる。スラップスティックが歌う主題歌「意地悪ばあさんのテーマ」（作詞・作曲：森雪之丞、編曲：飛澤宏元）も人気を博した。
ytv版で波多野タツを演じた青島幸男が波多野たつの役名で再度起用された。息子夫婦が平四郎・良子、受験生の居候・万年浪夫などytv版の設定を多く受け継いでいるためytv版のリメイクとみなされることが多いが、巡査の早野金造などフジ版で新たに登場したキャラクターも存在する。キャストの節で述べているように、ytv版のレギュラー出演者がゲスト出演することも多かった。
レギュラー版の放送終了後、1983年から1989年にかけて『月曜ドラマランド』などの放送枠でスペシャル版が12本作られた他、1984年には同じ原作者の『サザエさん』『いじわる看護婦』とのクロスオーバー作品がフジテレビ開局25周年企画として製作された。1999年には東京都知事を1期限りで退任した青島が10年ぶりに主演し『踊る大捜査線』に登場するスリーアミーゴスとのクロスオーバーで『意地悪ばあさんリターンズ』が製作されたが、再度のシリーズ化は実現しなかった。
『リターンズ』の放送から10年後、青島の死去から3年後の2009年から2011年にかけて、市原悦子の主演でスペシャルドラマ『いじわるばあさん』がフジテレビ『金曜プレステージ』枠で放送されている。
1985年10月頃以降から制作はテレパックから共同テレビに変更されている（『月曜ドラマランド』も同様）。

### スタッフ（フジ版）
連続ドラマ版
- 脚本 - 青野暉、逢坂勉、水島総、奥津啓治、田口成光、田村多津夫、今井詔二、長瀬未代子、青島幸男、山田健、前川宏司、藤本信行
- 構成 - 田村隆
- 音楽 - 佐々永治
- 制作協力 - 生田スタジオ、ビデオスタッフ
- プロデューサー - 久保田榮一（フジテレビ）、大黒章弘（テレパック）
- 監督 - 青野暉、福本義人、大黒章弘、水島総、助田卓
- 演出 - 青島幸男
- 制作著作 - テレパック・フジテレビ

スペシャルドラマ版
- 脚本 - 青野暉、青島利幸
- 音楽 - 佐々永治
- 企画 - 久保田榮一（フジテレビ）
- プロデューサー - 石川泰平（フジテレビ）、大黒章弘、塩沢浩二、松村俊二（共同テレビ）
- 演出 - 青野暉
- 技術協力 - バスク
- 制作著作 - フジテレビ、共同テレビ

### 放映リスト（フジ版）
※ゲスト出演者の後ろのカッコ内は役名
| 話数 | 放送日                       | サブタイトル                                  | 脚本                                       | 演出                              | ゲスト |
| ---- | ---------------------------- | --------------------------------------------- | ------------------------------------------ | --------------------------------- | --- |
| 1    | 1981年 10月12日              | 年寄りはダサイの巻                            | 青野暉                                     | 青野暉                            | ビートたけし（三河屋の主人・たけし）、ビートきよし（三河屋のおかみ）                                                                                           |
| 2    | 10月19日                     | 意地悪も命がけの巻                            | 逢坂勉                                     | 福本義人                          | 東八郎（よしおの担任・丹木） |
| 3    | 10月26日                     | 裏目!裏目の巻                                 | 青野暉                                     | 大黒章弘                          | 奈美悦子（京子）、金田龍之介 |
| 4    | 11月2日                      | もう!いやんなっちゃうの巻                     | 青野暉                                     | 大黒章弘                          | 岩城徳栄（夢野覚子 ＝万年のガールフレンド） |
| 5    | 11月9日                      | 海外旅行?の巻                                 | 青野暉                                     | 大黒章弘                          | |
| 6    | 11月16日                     | 目には目をの巻                                | 青野暉                                     | 福本義人                          | 清水めぐみ（鈴野ゆり子）、森川正太（マサオ） |
| 7    | 11月23日                     | 万年危機一髪の巻                              | 水島総                                     | 水島総                            | 片岡鶴太郎（トモカズ）、展京子（セイコ） |
| 8    | 11月30日                     | 女は!強いよの巻                               | 奥津啓治                                   | 大黒章弘                          | 佐渡稔（木村隆造）、千うらら（木村安子） |
| 9    | 12月7日                      | 女もつらいよの巻                              | 青野暉                                     | 青野暉                            | |
| 10   | 12月14日                     | 見合って見合って!の巻                         | 奥津啓治                                   | 水島総                            | 塩沢とき（大垣部長夫人）、平田満（山口 ＝のり子の見合い相手）                                                                                                  |
| 11   | 12月21日                     | 負けられませんの巻                            | 田口成光                                   | 青野暉                            | 小松政夫（不動産屋・倉持） |
| 12   | 12月28日                     | 意地悪大賞の巻                                | 青野暉                                     | 大黒章弘                          | |
| 13   | 1982年 1月4日                | 初夢はエグかったの巻                          | 青野暉                                     | 青野暉                            | ビートたけし（三河屋の主人・たけし） |
| 14   | 1月11日                      | 空とぶ円盤ですよの巻                          | 田村多津夫                                 | 水島総                            | B&B・島田洋七（ヒッチ）、B&B・島田洋八（ハッチ） |
| 15   | 1月18日                      | 人は悪かないの巻                              | 青野暉                                     | 青野暉                            | あき竹城（川田順子）、津村隆（順子の夫） |
| 16   | 1月25日                      | スリにご用心の巻                              | 奥津啓治                                   | 青野暉                            | 山田隆夫（源次）、土井尚子 |
| 17   | 2月1日                       | 意地悪教えますの巻                            | 田村多津夫                                 | 青野暉                            | 滝奈保栄（しげ）、西川ひかる（道子 ＝しげの息子の嫁） |
| 18   | 2月8日                       | 刃物はダメよの巻                              | 青野暉                                     | 青野暉                            | 稲垣美穂子（鈴木夫人） |
| 19   | 2月15日                      | お見合い大作戦!の巻                           | 今井詔二                                   | 水島総                            | 南利明（徳川社長） |
| 20   | 2月22日                      | 今日は私の誕生日の巻                          | 逢坂勉                                     | 大黒章弘                          | 坊屋三郎（魚政の六平）、沼田爆 |
| 21   | 3月1日                       | 恋しちゃったのよの巻                          | 奥津啓治                                   | 水島総                            | 十勝花子（毒島花子） |
| 22   | 3月8日                       | 意地悪式ヨガ教室の巻                          | 長瀬未代子                                 | 助田卓                            | 小松政夫（不動産屋・倉持）、ガッツ石松（寿司屋のハッチャン）、 千うらら（木村安子）                                                                            |
| 23   | 3月15日                      | 押し売りおことわりの巻                        | 奥津啓治                                   | 水島総                            | 片岡鶴太郎（車田寅次郎）、大橋恵里子（寅次郎の妻・エリカ） |
| 24   | 3月22日                      | サクラサクの巻                                | 青野暉                                     | 青野暉                            | 服部まこ |
| 25   | 4月12日                      | 方角が悪いの巻                                | 奥津啓治                                   | 青野暉                            | 今いくよ（いく子）、今くるよ（くる子） |
| 26   | 4月19日                      | ガッチリの巻                                  | 青島幸男                                   | 助田卓                            | |
| 27   | 4月26日                      | ゼイタクは敵ですか?の巻                       | 水島総                                     | 水島総                            | 西川のりお（マセタ大学応援団長・青田のりお）、 上方よしお（応援団親衛隊・赤道よしお）                                                                          |
| 28   | 5月3日                       | 勘違い、勘違いの巻                            | 田村多津夫                                 | 青野暉                            | ポップコーン正一・正二（新聞勧誘員） |
| 29   | 5月10日                      | とんだカップル!の巻                           | 水島総                                     | 水島総                            | 山田邦子（吉永サヨリ巡査部長） |
| 30   | 5月17日                      | マンガは敵ですの巻                            | 青野暉                                     | 青野暉                            | 川崎直也（よしおの友達・学）、塩沢とき（学の母・正子） |
| 31   | 5月24日                      | 大往生の巻                                    | 青野暉                                     | 助田卓                            | |
| 32   | 5月31日                      | 大変だ、泥棒だ!の巻                           | 水島総                                     | 水島総                            | ゆーとぴあ・ホープ（強盗・持田）、ゆーとぴあ・ピース（強盗・北）                                                                                               |
| 33   | 6月7日                       | 敵はサルものの巻                              | 今井詔二                                   | 助田卓                            | |
| 34   | 6月14日                      | 良子!!絶体絶命の巻                            | 長瀬未代子                                 | 水島総                            | 松村和美（大場かの子） |
| 35   | 6月21日                      | 値下げ反対の巻                                | 青野暉                                     | 青野暉                            | |
| 36   | 6月28日                      | あんたはどうなの?の巻                         | 青野暉                                     | 青野暉                            | |
| 37   | 7月5日                       | おばあちゃんは地獄耳の巻                      | 田村多津夫                                 | 助田卓                            | |
| 38   | 7月12日                      | 気にいりません!の巻                           | 青野暉                                     | 大黒章弘                          | |
| 39   | 7月19日                      | 幼なじみは億万長者!!の巻                      | 奥津啓治                                   | 青野暉                            | 大泉滉 |
| 40   | 7月26日                      | 有名病の巻                                    | 青野暉 山田健                              | 水島総                            | |
| 41   | 8月2日                       | 猫があわくってチュー!の巻                     | 今井詔二                                   | 助田卓                            | 横山やすし（猫田総務部長） |
| 42   | 8月9日                       | 男はガマン!の巻                               | 水島総                                     | 水島総                            | 浜田朱里（ゆり） |
| 43   | 8月16日                      | もうゆるせませんの巻                          | 青野暉                                     | 青野暉                            | 西脇美智子、梨元勝、ジャイアント馬場 |
| 44   | 8月30日                      | 度が過ぎますよの巻                            | 青野暉                                     | 青野暉                            | ジャンボ鶴田、ミスター珍 |
| 45   | 9月6日                       | 健康のヒケツ教えますの巻                      | 前川宏司                                   | 大黒章弘                          | 山村美智子（村山アナウンサー） |
| 46   | 9月13日                      | 老いても子は母に従えの巻                      | 水島総                                     | 水島総                            | 平田昭彦（薮田医師） |
| 47   | 9月20日                      | 蛙の子は蛙じゃないの巻                        | 奥津啓治                                   | 大黒章弘                          | 木ノ葉のこ |
| 48   | 10月11日                     | コネこそすべての巻                            | 青野暉                                     | 青野暉                            | 佐藤英夫（万年優一 ＝万年の兄）、姫ゆり子（万年秀子）、 砂川啓介（医大理事長代理・井伊源二）                                                                   |
| 49   | 10月25日                     | 牛にひかれて善光寺 どういう訳か渋温泉の巻     | 青野暉                                     | 水島総                            | |
| 50   | 11月1日                      | 志賀高原は秋の色 赤くなったり青くなったりの巻 | 青野暉                                     | 水島総                            | |
| 51   | 11月8日                      | 男心と秋の空の巻                              | 青野暉                                     | 青野暉                            | 古今亭志ん馬 (6代目)（早野志ん三 ＝金造の父）、 高松しげお（早野しげ ＝金造の母）、 東てる美（牛山クラ子 ＝金造の見合い相手）                                  |
| 52   | 11月15日                     | 週刊誌が恐い!の巻                             | 田村多津夫                                 | 助田卓                            | 渡部絵美 |
| 53   | 11月22日                     | 人の幸せブチコワセ!の巻                       | 奥津啓治                                   | 大黒章弘                          | 輪島功一 |
| 54   | 11月29日                     | やっぱりナンバーワンの巻                      | 田村多津夫                                 | 大黒章弘                          | |
| 55   | 12月6日                      | 禁煙出来ますか?の巻                           | 水島総                                     | 水島総                            | 明石家さんま（さんま） |
| 56   | 12月13日                     | 見栄の張り合い突っ張り合いの巻                | 奥津啓治 藤本信行                          | 助田卓                            | 由紀さおり（歌松烈子） |
| 57   | 12月20日                     | 出世の為なら･･･の巻                           | 前川宏司                                   | 水島総                            | 野村昭子（専務夫人） |
| 58   | 12月27日 さよなら スペシャル | タマタマ騒動の巻                              | 青野暉 田村多津夫 藤本信行 田村隆 （構成） | 青野暉 （監督） 青島幸男 （演出） | 稲垣美穂子（鈴木夫人）、浜村淳（評論家）、大和撫子（佐々木夫人）、 佐々木梨里（小林夫人）、朝倉涼子（レポーター）                                              |
| 58   | 12月27日 さよなら スペシャル | 平和な日曜日の巻                              | 青野暉 田村多津夫 藤本信行 田村隆 （構成） | 青野暉 （監督） 青島幸男 （演出） | 引田天功（マジシャン）、笠井心（気のいい男） |
| 58   | 12月27日 さよなら スペシャル | 天国と地獄の巻                                | 青野暉 田村多津夫 藤本信行 田村隆 （構成） | 青野暉 （監督） 青島幸男 （演出） | 荒井注（仏様）、藤村俊二（神様）、深江章喜（エンマ大王）、 奈美悦子（妊婦）、出光元（出前持ち）、伊達正三郎（地獄の男）、 三谷昇（奪衣婆）、津村隆（懸衣翁）、 |

最終回は『さよならスペシャル』と称し、19:30 - 20:54に拡大して放送。このうち「天国と地獄の巻」は、たつは車に轢かれそうな子供を助けるも自分が轢かれて一度死ぬが、あの世でも意地悪をしたため、閻魔大王に追い返されて生き返るというストーリー。

### 放送局（フジ版）
特記の無い限り全て放送時間は月曜 19:30 - 20:00、同時ネット。
- フジテレビ
- 北海道文化放送[26]
- 青森放送：火曜 17:15 - 17:45[27]
- 秋田テレビ[28]
- 山形テレビ[29]
- 岩手放送：日曜 17:00 - 17:30[30]
- 仙台放送[29]
- 福島テレビ：日曜 18:30 - 19:00[31]
- 新潟総合テレビ：土曜 18:30 - 19:00[32]

- 長野放送[33]
- 山梨放送：土曜 17:30 - 18:00[34]
- テレビ静岡[34]
- 富山テレビ[35]
- 石川テレビ[35]
- 福井テレビ[35]
- 東海テレビ[36]
- 関西テレビ[37]
- 山陰中央テレビ[38]
- 岡山放送[39]
- テレビ新広島[39]
- テレビ愛媛[40]
- 高知放送：木曜 19:00 - 19:30[40]
- テレビ西日本[41]
- サガテレビ[41]
- テレビ長崎[41]
- テレビ熊本[41]
- テレビ大分：日曜 18:00 - 18:30[40]
- テレビ宮崎[42]
- 鹿児島テレビ[42]
- 沖縄テレビ[43]

### スペシャル版

#### 月曜ドラマランド
帰って来た意地悪ばあさん
1983年10月10日放送
脚本：城山昇・青野暉、演出：青島幸男
『月曜ドラマランド』で放映。以後1987年10月の同枠終了まで毎年4・10月に放送。翌1988年も同時期に単発スペシャルとして放送。
1981年版の設定を引き継ぎつつも原作に登場したシゲル（佐藤英夫）・トシアキ（大和田獏）も登場しているが、シゲルが長男、平四郎が次男となっている。白石まるみはトシアキの夫人・ナミエに役柄が変わった。ロケ地は山形県の蔵王山。
サザエさんVS意地悪ばあさんVSいじわる看護婦
1984年3月2日放送にフジテレビ開局25周年記念『長谷川町子スペシャル』として放送。『サザエさん』『いじわる看護婦』とのクロスオーバー作品。
意地悪ばあさんの逆襲
1984年4月16日放送
脚本・演出：青野暉
冒頭でたつの葬式シーンがあるが、たつによる嘘である。コント・レオナルドがたつを誘拐するシーンがある。青島幸男の実娘・青島美幸が税務署の調査官役で出演。
意地悪ばあさん GO!GO!!ハワイの巻
1984年10月22日放送
脚本・演出：青野暉
日本航空・ジャルパックとのタイアップ。ジャルパック20周年記念としての両社主催の「意地悪コンテスト」で優勝してハワイに行くというもの。コンテスト決勝戦の司会は、当時テレビ朝日からフリーに転じて間もない古舘伊知郎。たつが交通事故を起こした運転手に日本酒を一気飲みさせるという意地悪をする。
意地悪ばあさん まだまだ…マダマダ…の巻
1985年4月8日放送
脚本・演出：青野暉
意地悪ばあさん 北海道へ追放?の巻
1985年10月7日放送
脚本・演出：青野暉
東亜国内航空とのタイアップ。ロケ地は北海道北湯沢温泉で、10月放送分は北海道ロケが定着する。ミチコ（シゲル夫人）の朝丘雪路はこれを最後に登場しなくなる。たつを追う写真週刊誌のカメラマンに桜金造。当時新人だった軽部真一アナウンサーがワンカットながら物語の重要な場面で登場する。他のゲストに滝川真子、水森コウ太など。
意地悪ばあさん もう沖縄は夏の色の巻
1986年4月7日放送
脚本・演出：青野暉
全日本空輸とのタイアップ。同社系列の万座ビーチホテルが舞台となる。小松政夫が漫画雑誌編集長役で出演。また、富士通ともタイアップしており、劇中には当時の主力機種だったFM77AVやFM-16βが登場し、早野が当時人気だったコンピュータゲーム『テグザー』をプレイしている。他のゲストにきゃんみゆき（可奈子 役）。
意地悪ばあさん 馬はいななく北海道
1986年10月6日
脚本・演出：青野暉
ロケ地は北海道浦河町。晩年のシンザンが登場する。この頃より、制作が共同テレビジョンに変わる。
意地悪ばあさん 幻の金印の巻
- 1987年4月6日放送

脚本・演出：青野暉
全日本空輸とのタイアップ。ロケ地は福岡市。八名信夫が地上げ屋の大将・村山役で出演。この回より、よしお役が庄川正信に変わる。
意地悪ばあさんスペシャル
1987年10月5日放送
脚本：青野暉・青島利幸、演出：青野暉
翌週で月曜ドラマランドは終了。その回は名場面集だったため、月曜ドラマランドの実質的な最終回である。30分拡大の2時間放送。ゲストに五十嵐まゆみ（スナックのママ・ユリ子 役）など。
ロケ地は北海道江差町。平四郎が同地に単身赴任する設定。

#### 月曜ドラマランド終了後
意地悪ばあさんスペシャル…そして伝説へ!
1988年4月6日放送
脚本・演出：青野暉
ロケ地は千葉県鴨川市（仁右衛門島など）ほか。2001年に閉園した行川アイランドが物語の重要な場面で登場する。ゲストに織本順吉（加藤仁衛門 役）、山本博美（加藤貞子 役）など。
意地悪ばあさんスペシャル 流氷求めてポックリ作戦!
1988年10月12日
脚本・演出：青野暉
ロケ地は北海道稚内市。石倉三郎が波多野家に入った空き巣男で出演。この回より、よしお役が中村彰良に変わる。
「真夏に流氷を見た年寄りはポックリ死ねる」という噂（北海道旅行したさにタツが流したもの）を聞き付けた平四郎と良子がタツを道北旅行に連れ出す話。
傑作 意地悪ばあさん・抱腹絶倒!意地悪ギャグ決定版
1989年1月5日放送
過去に放送したスペシャル版の傑作選。
意地悪ばあさんスペシャル・GO!!豪!!ゴールドコースト移住!?の巻
1989年4月5日放送（19時30分 - 20時54分）
脚本・演出：青野暉
1983年より続いたスペシャルの最終作である。ゲストに塩沢とき（上原常務夫人 役）など。
意地悪ばあさんリターンズ 伝説のばあさんVS湾岸署スリーアミーゴス意地悪バトル
1999年10月12日放送
『火・曜・特・番!!』で放映された10年ぶりの新作。 湾岸署一日署長になってスリーアミーゴスを困らせたり、商店街で多発する空き巣を撃退したりする内容だった。
テーマ曲はレギュラー版やスペシャル1〜12と同じ「意地悪ばあさんのテーマ」だが、スラップスティックのオリジナルではなくUP AND UNDERのカバーバージョンが使用された。